# Entomologiska föreningen i Uppland
Entomologiska föreningen i Uppland är en ideell, politiskt obunden förening som grundades 1975 och som vill främja studier av insekter och andra leddjur, och uppmuntrar samarbetet mellan forskare, amatörentomologer och andra intresserade.